# Thomas Müller (noordse combinatieskiër)
Thomas Müller (Aschaffenburg, 5 maart 1961) is een Duits noordse combinatieskiër.

## Carrière
Tijdens de Olympische Winterspelen 1984 behaalde Müller de vijfde plaats.
Müller werd in 1985 en 1987 wereldkampioen op de estafette. Tijdens de Olympische Winterspelen 1988 won Müller de gouden medaille op de estafette.
Müller beëindigde zijn carrière nadat hij zie plaatse voor de Olympische Winterspelen 1992.

## Belangrijkste resultaten

### Olympische Winterspelen
| Editie | Plaats   | Resultaten                  |
| ------ | -------- | --------------------------- |
| 1984   | Sarajevo | 5e individueel              |
| 1988   | Calgary  | 29e individueel · estafette |

### Wereldkampioenschappen noordse combinatie
| Jaar | Plaats           | Resultaten                  |
| ---- | ---------------- | --------------------------- |
| 1982 | Oslo             | 6e individueel 4e estafette |
| 1984 | Rovaniemi        | 5e estafette                |
| 1985 | Seefeld in Tirol | 13e individueel · estafette |
| 1987 | Oberstdorf       | 10e individueel · estafette |
| 1991 | Val di Fiemme    | 4e estafette                |